# Enlairament

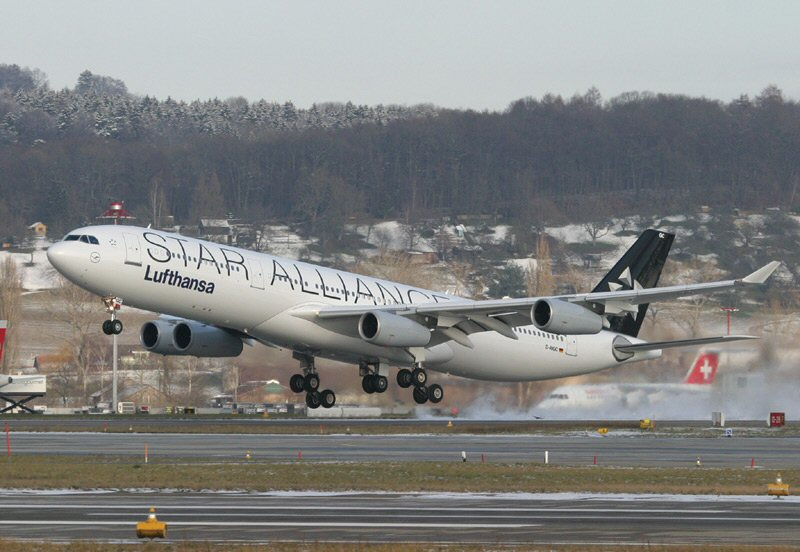
Un Airbus A340 de Lufthansa enlairant.

L'enlairament és la fase inicial i essencial d'un vol, que s'aconsegueix després de realitzar la carrera d'enlairament sobre una pista d'enlairament i aterratge d'un aeroport o en una superfície extensa d'aigua, amb la qual s'aconsegueix l'efecte aerodinàmic de la sustentació, que és provocat pel flux a una determinada velocitat de l'aire sobre les ales. Per aconseguir un enlairament, es consideren tres factors: el del costat terra, el del costat aparell i el del costat aire.
El primer, el factor terra, es basa en el fet que cal carretejar o rodar cap a la pista fent servir les vies de rodatge amb l'autorització i guia de l'ATC, comptar amb una superfície apta per enlairar-se, demanar al MTC el permís d'enlairament i iniciar amb el factor aparell, en el qual influeixen totes les parts de l'avió, s'alliberen els frens, es manté l'avió centrat a la pista, i s'accelera, finalment, a màxima potència la planta motriu de l'aeronau per assolir durant la carrera d'enlairament la velocitat requerida per obtenir sustentació.
Llavors comença el factor aire: a través d'efectes aerodinàmics sobre l'ala, el fuselatge i la resta de les parts i de les superfícies de control de l'avió, s'arriba a la sustentació suficient per aixecar l'aeronau del sòl, per a això cal que les condicions atmosfèriques prèvies siguin convenients per aconseguir un enlairament segur.
Finalment, es manté la potència màxima en els motors de l'aparell, es mouen els elevadors o timons de profunditat i part dels flaps i es provoca que s'aixequi el morro i, després de la separació de les rodes dels trens d'aterratge del sòl, l'avió iniciï el vol.
L'enlairament es considerarà finalitzat una vegada que els trens d'aterratge hagin quedat guardats.
L'enlairament es regeix per la llei física de Daniel Bernoulli, continguda en l'equació:
{\displaystyle L=\left({\frac {1}{2}}\rho \right)C_{L}SV^{2}}
on la força d'aixecament (L) és igual al producte d'un mitjà de la densitat de l'aire (1/2 ρ) multiplicat pel coeficient de sustentació de l'ala (CL) multiplicat per la superfície alar (S) i pel quadrat de la velocitat d'enlairament (V²).